# اللواء 122 مشاة (اليمن)
اللواء 122 مشاة هو لواء مشاة يمني يتمركز في محافظة الجوف وصعدة، ويتبع عمليات المنطقة العسكرية السادسة

## التاريخ
- في 2011 أعلن اللواء 122 مشاة انضمامه لثورة الشباب اليمنية.[4]
- 2020 مقتل قائد اللواء 122 مشاة العميد محمد الركن في مواجهات مع الحوثيين شرق مدينة الحزم في محافظة الجوف.[5]

## القادة
| م | القائد                    | بداية | نهاية | المدة |
| - | ------------------------- | ----- | ----- | ----- |
| 1 | اللواء الركن محسن الداعري | 2010  | 2012  |       |
| 2 | العميد محمد مبخوت الحقي   |       |       |       |
| 3 | العميد حميد محمد القاضي   |       |       |       |
| 4 | العميد محمد الركن         |       | 2020  |       |